# ドーバー (ニューハンプシャー州)
ドーバー （英: Dover）は、アメリカ合衆国ニューハンプシャー州の都市。ストラッフォード郡の郡庁所在地である。人口は3万2741人（2020年）。大西洋岸の港町。市内にはウェントワース・ダグラス病院、ウッドマン・インスティチュート博物館、ニューハンプシャー州子供の博物館がある。

## 歴史

### 開拓
歴史家のジェレミー・ベルナップに拠れば、この地域はアベナキ族インディアンによって「ウィコハメット」と呼ばれていた。最初に地域を探検したとされるヨーロッパ人は、1603年にイングランドのブリストルから来たマーティン・プリングだった。1623年、ロンドンの魚屋ウィリアム・ヒルトンとエドワード・ヒルトンの兄弟がヒルトンズ・ポイントとして町を設立した。ドーバーはニューハンプシャー州で最古の恒久的開拓地であり、国内では7番目だった。州内に当初作られた4タウンシップの1つであり、以前はダーラム、マッドベリー、ニューイントン、リーの町を含んでいた。またサマーズワースとロリンズフォードの町も含んでおり、これらはニューイチャワノック川（現在のサーモンフォールズ川）から採ってインディアンがニューイチャワノックと呼んでいた所だった。
ピスカタカ川とコチェチョ川およびベラミー川が合流する点近くで、ヒルトン兄弟が上陸しており、そこは今日ドーバーポイントのヒルトン公園となっている。この兄弟はロンドンのラコニア会社が派遣した者達であり、ピスカタカ川周辺で植民地と漁業基地を設立することが意図されていた。しかし、1631年になっても家が3軒あるだけだった。
1633年、ニューイングランドへの入植を計画したイングランドのピューリタン集団が、コチェチョ・プランテーションを購入した。その集団にはセイおよびセレ子爵、ブルック男爵、ジョン・ピムが入っていた。彼等はアメリカにおける植民地化を奨励しており、その年に主にブリストルから多くの開拓者がヒルトンズ・ポイントに到着した。彼等は町の名をブリストルと改名した。近くの岡の上に濠で囲まれた集会所を建設し、その東に監獄を建てた。

### 法人化
この町は新しい総督のジョージ・バーデット神父によって1637年にドーバーと呼ばれることになった。1639年にトマス・ラーカムが到着し、説教師を務めていたデヴォンのノーザムに因んでノーザムと改名した。しかしセイおよびセレ子爵の集団がこの地とコネチカットのセイブルックの開拓地に関する興味を失った。彼等の意図はニューイングランドへで毛嫌いされていた世襲の貴族制を植民地に持ち込むことだった。結局このプランテーションはマサチューセッツに売却され、再度ドーバーと改称された。これはピューリタンに抵抗したイングランドの法律家ロバート・ドーバーに因んだ可能性が強い。

### コチェチョ虐殺
開拓者は多くの樹木を切って、ガリソンズと呼ばれた丸太小屋を建設した。町の人口と事業の中心はドーバー・ポイントから滝のあるコチェチョに移った。そこでは滝の落差34フィート (10.4 m) で工業用の動力を引き出すことができた。コチェチョとは、「急な泡を浮かべた水」を意味している。リチャード・ウォルドロン少佐がここに入植して、製材所と製粉所を建てた。
フィリップ王戦争が終わったときに、マサチューセッツ湾植民地の民兵から逃れてきた多くのインディアンが、ドーバーに住んでいたアベナキ族インディアンの所を退避地にした。マサチューセッツ湾植民地の民兵はウォルドロンにインディアンを攻撃して、避難民戦闘員を民兵隊の方に向けさせるよう命じた。ウォルドロンは激戦無しにインディアンを捕まえることができると考え、1676年9月7日、総勢約400人のインディアンを招いた。その半分は地元のインディアン、他の半分は民兵との戦闘に参加した避難民だった。これは策略であり、インディアンが発砲した後で、ウォルドロンは彼等を捕虜にした。このもてなしの場を破るように強制されたことに激しく抗議した避難民戦闘員と地元インディアンをウォルドロンはボストンに送り、そこでは7、8人が暴動の罪で有罪となり、処刑された。残りは「外国」、大半はバルバドスに奴隷として売却された。地元のインディアンは釈放されたが、当時インディアが価値を認めていた名誉ともてなしの規則を全て破ったウォルドロンの欺瞞を許すことは無かった。ウォルドロンは1683年にニューハンプシャーの首席判事に指名された。
13年が過ぎ、開拓者達がこの事件を忘れてしまったと考えている頃にウィリアム王戦争が起こり、新しく結成されたワバナキ連邦のインディアンが到着した。市民がその心配をウォルドロンに告げると、ウォルドロンは彼等に「あっちに行ってカボチャを植えてろ。インディアンの対応はする」と答えた。1689年6月27日、ガリソン家屋5軒のそれぞれに2人のインディアン女性が現れ、火の側で寝る許しを求めた。1軒を除く家屋がそれを許可した。翌日早朝のまだ暗い頃、その女性達がドアを開けて、密かに町に入ってきていたインディアン男性を中に入れた。ウォルドロンは抵抗したが、斧で気絶させられ、テーブルの上に置かれた。インディアン達は食事をした後で、ウォルドロンの腹をナイフで切り裂き、それぞれが「私の恨みを消した｣と言った。家屋5、6軒が燃やされ、製粉所も焼かれた。町の全人口のちょうど4分の1にあたる52人の開拓者が捕獲され、あるいは殺された。
1723年8月と9月のラル神父戦争のときメイン州ソーコとこのドーバーをインディアンが襲撃した。

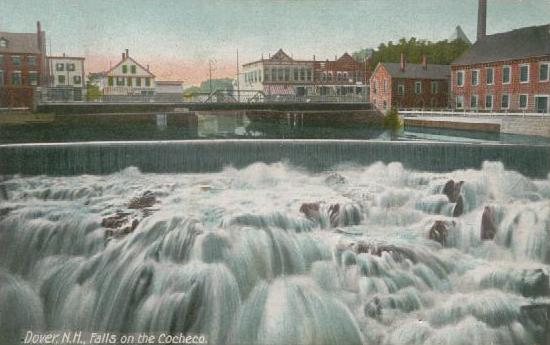
コチェチョ滝、1910年頃

### 工場用地
コチェチョ川の滝は船舶が航行可能な上限にあり、19世紀の産業革命ではドーバーに大いに貢献した。ドーバーの綿糸工場は1812年に法人化され、1823年に拡張されてドーバー製造会社となった。1827年、コチェチョ製造会社が設立され、1829年にはドーバー製造会社を買収した。大きな煉瓦造り工場が鉄道で結ばれ、中心街に建設された。ドーバーは1855年に市として法人化され、国内の繊維産業をリードしていた。その工場は1909年にマサチューセッツ州ローレンスのパシフィック・ミルズに買収され、1913年に捺染工場を閉鎖したが、紡績と織物製造は続けた。しかし世界恐慌のとき、ニューイングランドで水力に頼ることができなくなった繊維工場は、より安価な操業条件が期待できる南部州に移動するか、単純に事業を閉鎖するかした。ドーバーの工場は1937年に閉鎖され、競売に掛けられて、ドーバー市が54,000米ドルで落札した。他の応札は無かった。コチェチョ・フォールズ・ミルワークスは現在、技術や政府のサービス会社およびレストランなどがテナントとして入っている。

### 古い絵葉書

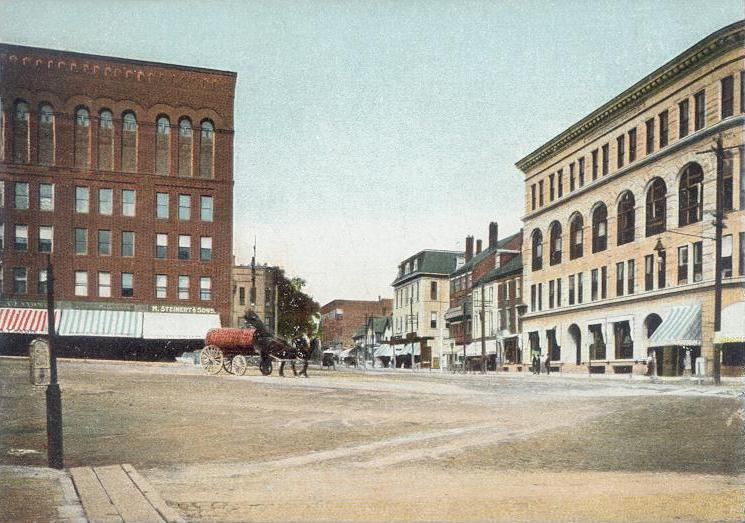
中央広場、1905年頃
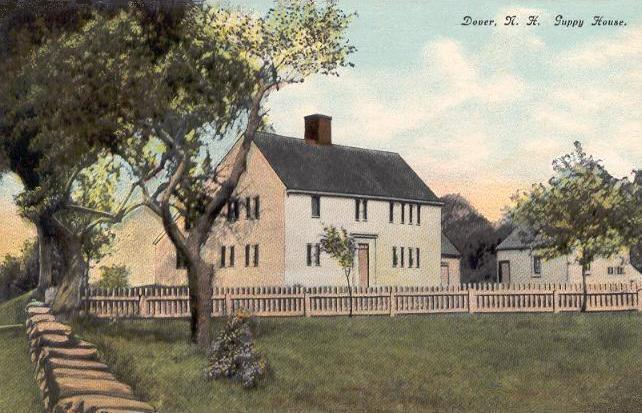
ガッピー邸、1910年頃
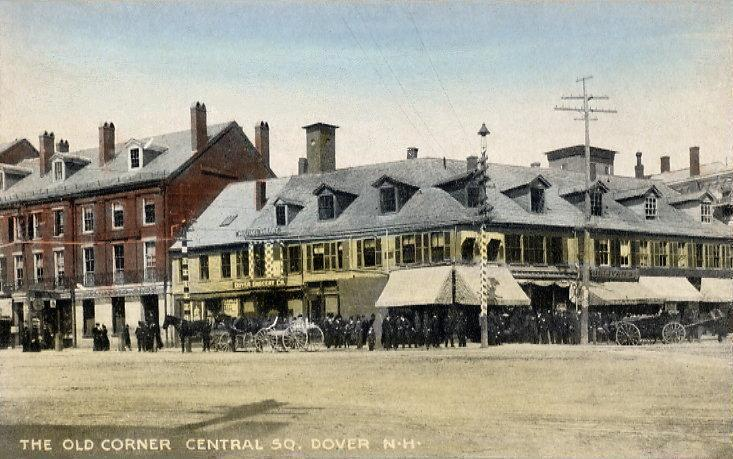
オールド・コーナー、1892年頃
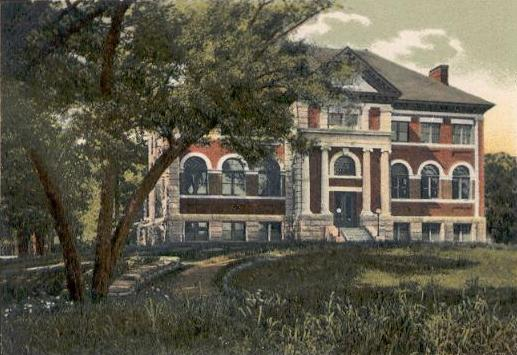
公共図書館、1907年頃
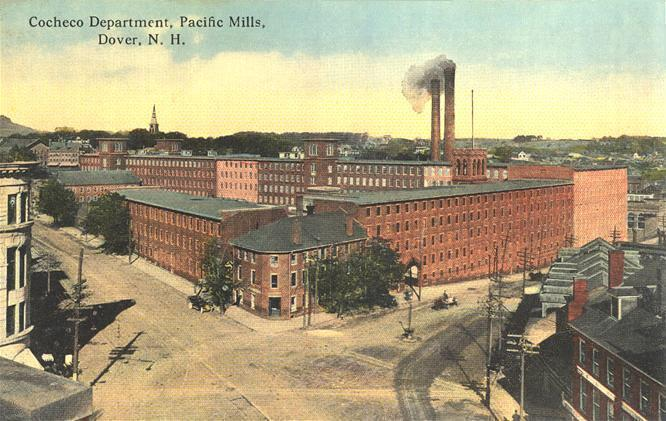
パシフィック・ミルズ、1912年頃
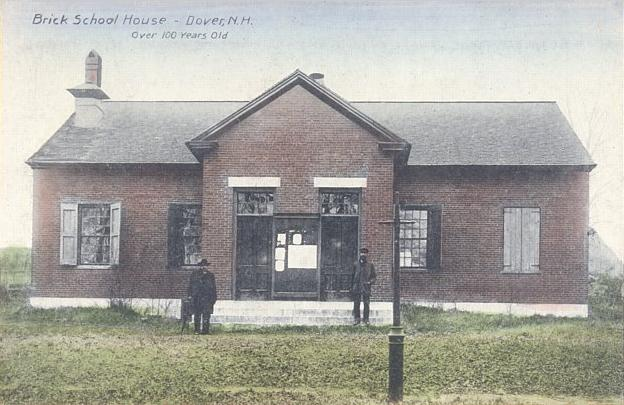
昔の煉瓦造り校舎、1910年頃、パインヒル墓地近くにあった

## 地理

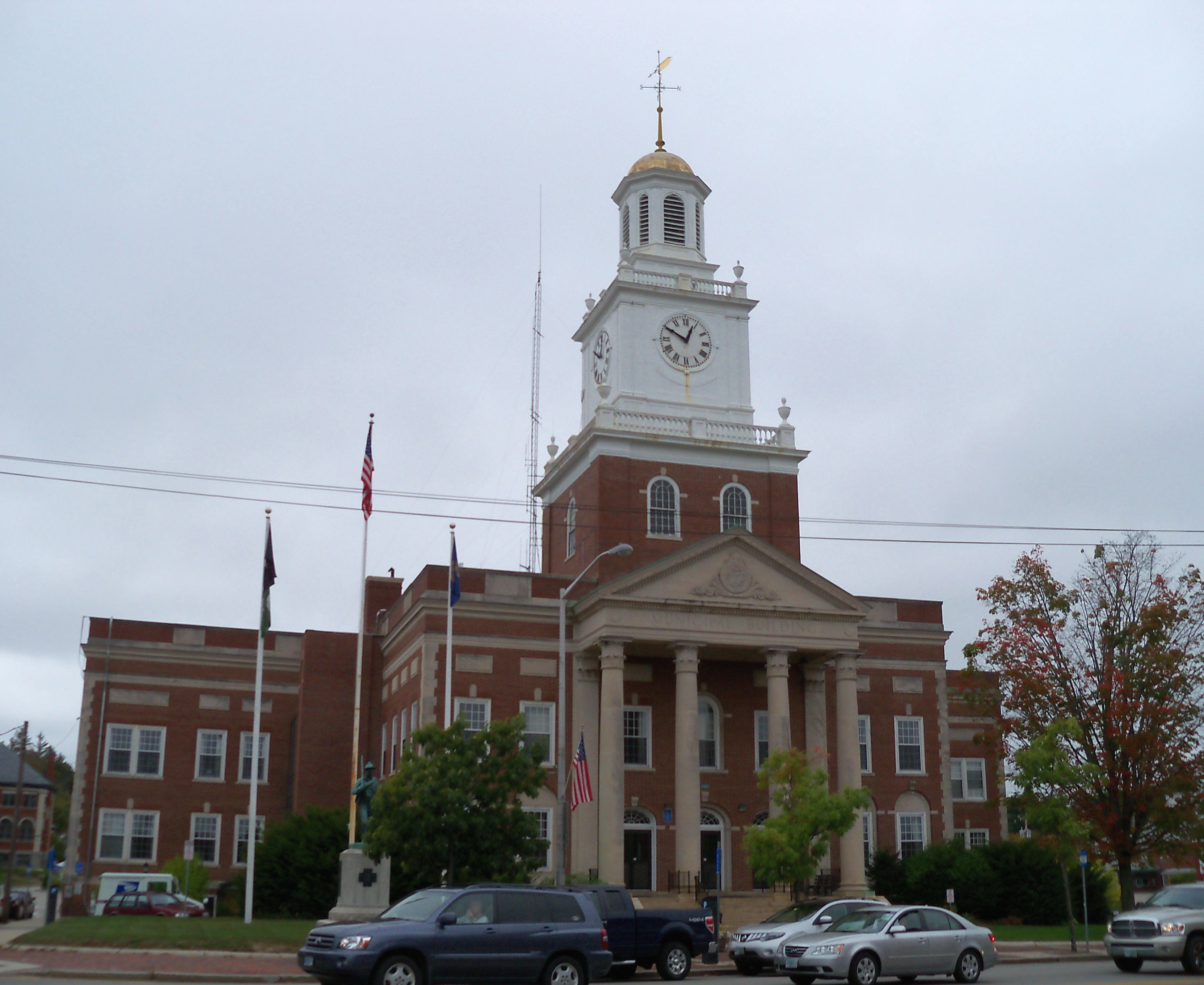
ドーバー市役所

ドーバー市は北緯43度11分28秒 西経70度52分43秒 / 北緯43.19111度 西経70.87861度 (43.190984, -70.878533)に位置している。
アメリカ合衆国国勢調査局に拠れば、市域全面積は29.0平方マイル (75.2 km2)、このうち陸地は26.7平方マイル (69.2 km2)、水域は2.3平方マイル (6.0 km2)で水域率は7.96％である。市内をコチェチョ川とベラミー川が流れている。市中心の北西3マイル (4.8 km) に、標高300フィート (91 m) を超えるロングヒルがあり、市内最高地点である。標高290フィート (88 m) のガリソン・ヒルは市中心の直ぐ上にある目立つ岡であり、頂部には公園と見晴台がある。市域の全体がピスカタカ川流域に入っている。

## 交通

### 鉄道

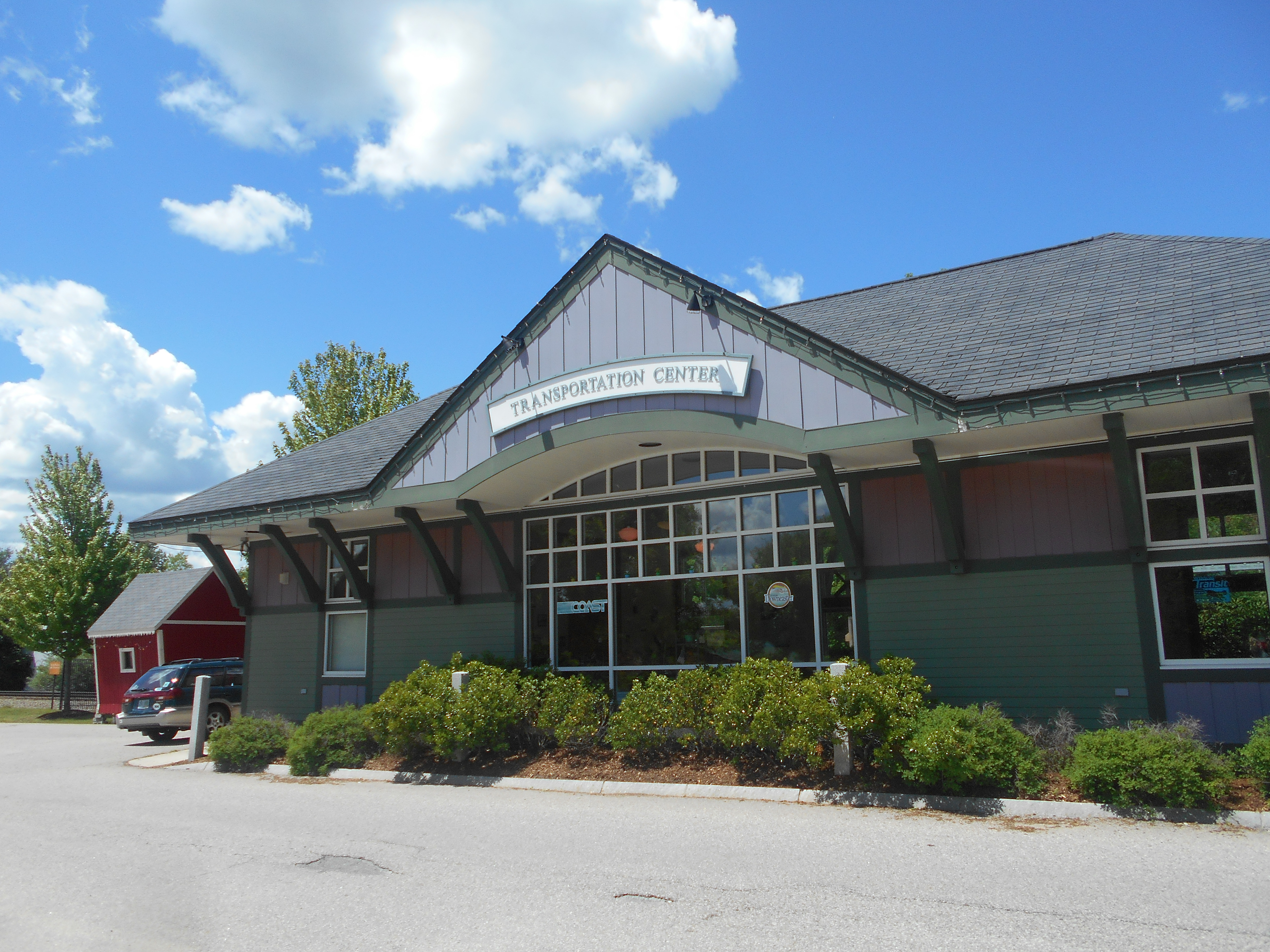
ドーバー駅

アムトラックのドーバー駅はチェスナット・ストリート33にある。ブランズウィックとボストン間の昼行中距離列車ダウンイースター号が1日5往復停車する。

### バス
海岸運輸協同同盟がドーバーと、ニューハンプシャー州およびメイン州の周辺町村で、公的資金によるバスのネットワークを運営している。C&Jトレイルウェイズは民間の都市間バス輸送会社であり、ドーバーとニューハンプシャー州やマサチューセッツ州の海岸都市、例えばボストンとを繋いでいる。ワイルドキャット・トランジットはニューハンプシャー大学が運営するバス運行会社であり、ダーラムとを結び、学生は無料、一般人は1.50米ドルという料金である。

### 道路
市内をニューハンプシャー州道4号線、同9号線、同16号線（スポールディング・ターンパイク）、同16号線産業道路、同108号線、同155号線が通っている。市の南はニューイントン（グレートベイの入江対岸）、南西はマッドベリー、北西はバーリントンとロチェスター、北東はサマーズワースとロリンズフォードの各町と接している。北東のメイン州サウスバーウィックは潮汐のあるサーモンフォールズ川の対岸にあり、東のメイン州エリオットはピスカタカ川の対岸にある。

## 人口動態
以下は2010年の国勢調査による人口統計データである。
| 基礎データ - 人口: 29,987 人 - 世帯数: 12,827 世帯 - 家族数: 7,059 家族 - 人口密度: 433.3人/km2（1,123.1人/mi2） - 住居数: 13,685 軒 - 住居密度: 197.8軒/km2（512.5軒/mi2） 人種別人口構成 - 白人: 90.6% - アフリカン・アメリカン: 1.7% - ネイティブ・アメリカン: 0.20% - アジア人:4.6% - 太平洋諸島系: 0.05% - その他の人種: 0.6% - 混血: 2.3% - ヒスパニック・ラテン系: 2.2% 年齢別人口構成 - 18歳未満: 20.3% - 18-24歳: 11.0% - 25-44歳: 30.6% - 45-64歳: 24.9% - 65歳以上: 13.1% - 年齢の中央値: 36.7歳 - 性比（女性100人あたり男性の人口） - 総人口: 96.0 - 18歳以上: 94.0 | 世帯と家族（対世帯数） - 18歳未満の子供がいる: 27.8% - 結婚・同居している夫婦: 40.8% - 未婚・離婚・死別女性が世帯主: 10.3% - 非家族世帯: 45.0% - 単身世帯: 31.8% - 65歳以上の老人1人暮らし: 9.6% - 平均構成人数 - 世帯: 2.27人 - 家族: 2.89人 以下の収入データは2009年から2011年の推計である。 収入と家計 - 収入の中央値 - 世帯: 55,040 米ドル - 家族: 69,980米ドル - 性別 - 男性: 51,891米ドル - 女性: 36,167米ドル - 人口1人あたり収入: 30,590米ドル - 貧困線以下 - 対人口: 8.9% - 対家族数: 6.8% - 18歳以下: 13.2% - 65歳以上: 5.9% |

## 教育
ドーバー教育学区には約3,600人の児童生徒がおり、小学校3校、中学校1校、高校1校に通っている。
私立学校としては、ドーバー市中心街に1912年に設立されたカトリック系学校であるセントメアリー・アカデミーがある。生徒数は約200人である。その卒業生の多くがドーバー・ポイントにあるセント・トマス・アキナス高校に進学している。
ベラミー川の西岸にはポーツマス・クリスチャン・アカデミーがあり、就学前から12年生までを教えている。
コチェコ芸術技術アカデミーは公立のチャーター高校であり、生徒数は約100人である。元はバーリントンにあった。

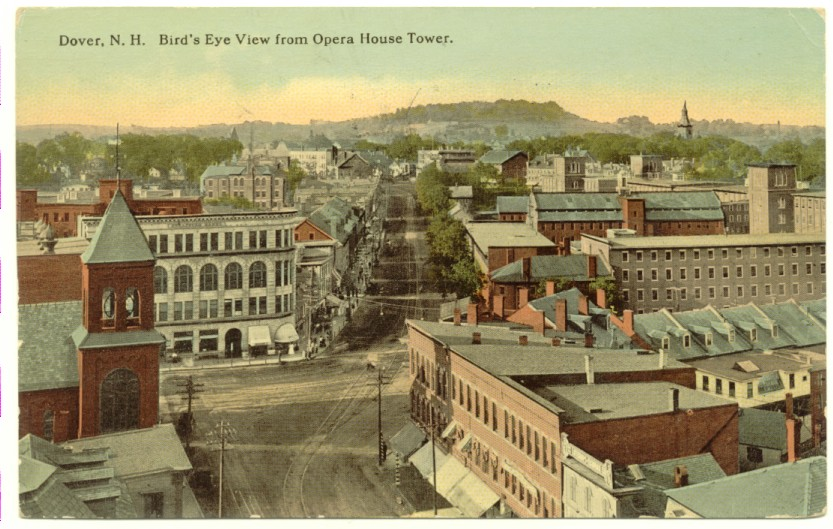
中心街、1913年頃

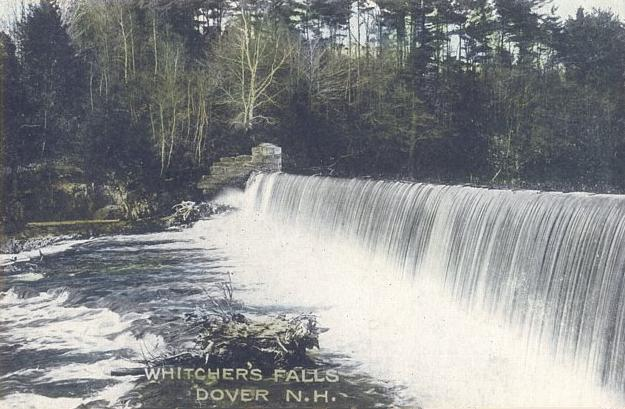
ウィッチャーの滝、1910年頃

## 歴史的な場所
- 第一教区教会
- キリスト友会集会所
- セントトマス・エピスコパル教会
- ウッドマン・インスティチュート

## 著名出身者
- リチャード・オカーン - 軍人
- ジェニー・トンプソン - 競泳選手
- トマス・ウィリアムズ - 作家
- コナー・ケイシー - サッカー選手